# Bernd Helfrich

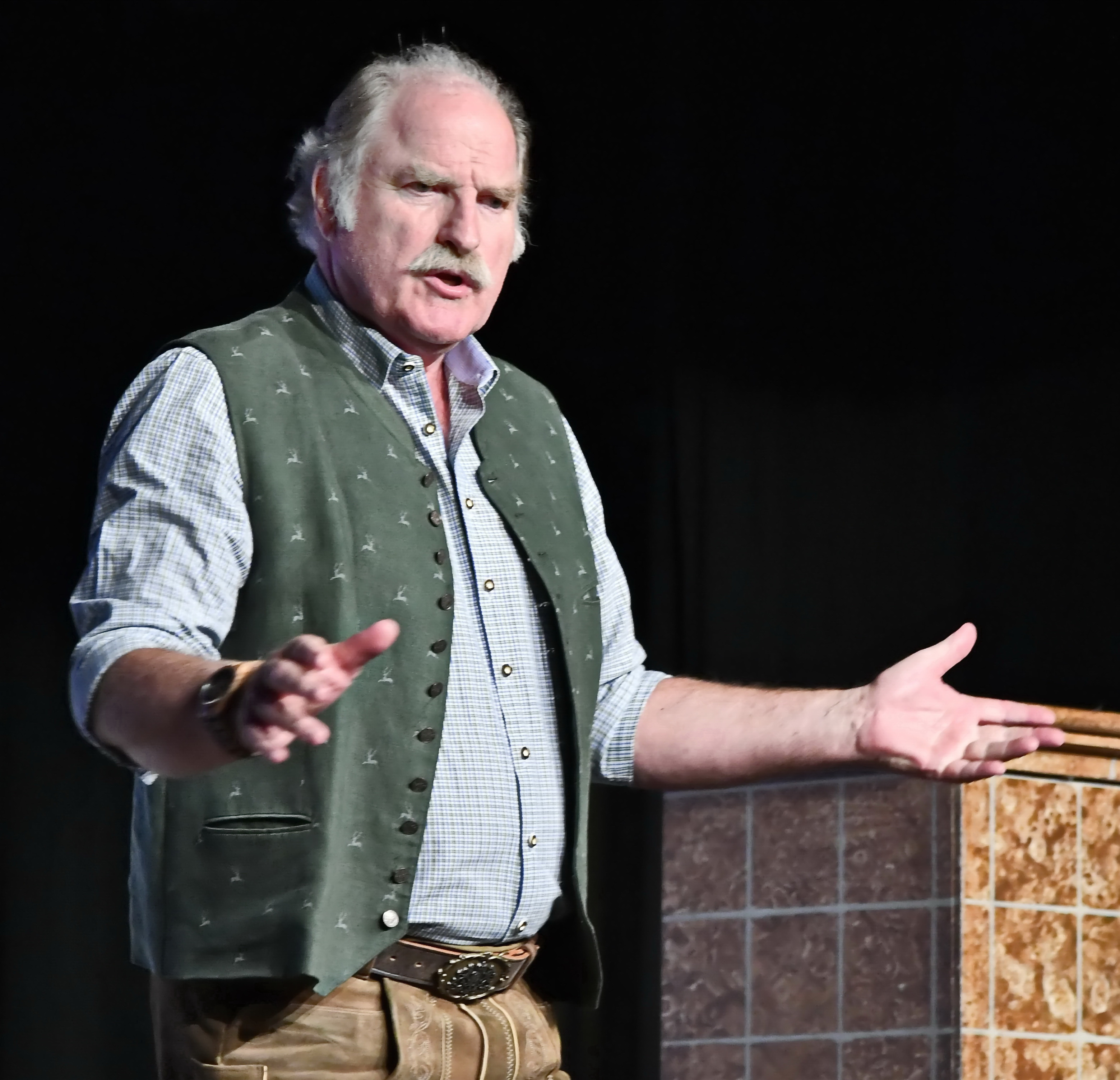
Bernd Helfrich, 2018

Bernhard „Bernd“ Helfrich (* 30. August 1945 in München) ist ein deutscher Schauspieler und Regisseur. Er war auch als Eishockeyspieler für den SB Rosenheim aktiv.

## Werdegang
Bernd Helfrich nahm nach der Schule Schauspielunterricht und war viele Jahre am Tegernseer Volkstheater engagiert. Seit 1974 gastierte er regelmäßig an der Kleinen Komödie München, daneben arbeitete er viel beim Hörfunk.
Helfrich war seit Mitte der 1970er Jahre in zahlreichen Filmen und Fernsehserien zu sehen, darunter Königlich Bayerisches Amtsgericht, Unsere schönsten Jahre (mit Uschi Glas und Elmar Wepper), Die schnelle Gerdi, Die Wiesingers, Der Bulle von Tölz  und Komödienstadel. Seit 1990 verkörperte er den Ernst Langmann in dem im Jahr 2013 eingestellten Dauerbrenner Forsthaus Falkenau. Meist schlüpfte er in die Haut urwüchsiger bayerischer Charaktere. 1975 heiratete er seine Kollegin Mona Freiberg. Zusammen haben beide eine Tochter, Kristina Helfrich. Harald Helfrich ist sein Sohn.
Mit seiner zweiten Ehefrau Mona Freiberg übernahm er 1984 als Nachfolger seiner Mutter Amsi Kern die Leitung des Chiemgauer Volkstheaters. In über 150 Fernsehaufzeichnungen der Stücke führte er meist Regie und spielte eine der Hauptrollen.
Neben seiner Schauspielkarriere war Helfrich auch als Eishockeytorwart für den SB Rosenheim aktiv. Er rückte unter anderem für den DEB-Pokal 1984 als zweiter Torhüter in den Kader, um Karl Friesen zu ersetzen, der mit der deutschen Nationalmannschaft bei den Olympischen Spielen aktiv war. Hier kam er zu einigen Kurzeinsätzen.

## Filmografie (Auswahl)
- Tegernseer Volkstheater
- 1970/1971: Königlich Bayerisches Amtsgericht (Fernsehserie, 3 Folgen, 2.07 2.18 2.19)
- 1970: Es braust ein Ruf wie Donnerhall – Ur-Opas dufter Krieg 70/71
- 1973: Fußballtrainer Wulff (Fernsehserie, 1 Folge)
- 1974: Der Komödienstadel: Das sündige Dorf
- 1974: Arsène Lupin (Fernsehserie, 1 Folge)
- 1974: Autoverleih Pistulla (Fernsehserie, 1 Folge)
- 1975: Aktenzeichen XY... ungelöst! (2 Folgen)
- 1975: Der Wittiber
- 1976: Mordkommission (Fernsehserie, 1 Folge)
- 1976: Zwickelbach & Co.(Fernsehserie, 3 Folgen)
- 1976: Das Schweigen im Walde
- 1976–1980: Derrick (Fernsehserie, 4 Folgen)
- 1976: Weder Tag noch Stunde
- 1977: Waldrausch
- 1977: Bolwieser (Fernsehfilm, 2 Teile)
- 1977: Die Jugendstreiche des Knaben Karl
- 1977: Tatort – Schüsse in der Schonzeit
- 1977–1988: Polizeiinspektion 1 (Fernsehserie, 6 Folgen)
- 1977: Der Komödienstadel: St.Pauli in St.Peter
- 1977: Sachrang (TV – Miniserie)
- 1978: SOKO München (Fernsehserie, 5 Folgen)
- 1978: Tatort – Schwarze Einser
- 1979: Tatort – Maria im Elend
- 1979: Lena Rais
- 1979: Achtung Kunstdiebe (Fernsehserie, 2 Folgen)
- 1979: Anton Sittinger
- 1979: Der Millionenbauer (Fernsehserie, 1 Folge)
- 1980: Die unsterblichen Methoden des Franz Josef Wanninger (Fernsehserie, Folge: Das Tiskow Fieber)
- 1980: Der ganz normale Wahnsinn (Fernsehserie, 1 Folge)
- 1980–1982: Der Alte (Fernsehserie, 4 Folgen)
- 1981: Heute spielen wir den Boß – Wo geht’s denn hier zum Film?
- 1981: Auf Achse (Fernsehserie, Folge 13: Der Wüstenkoller)
- 1981: ...und ab geht die Post! Briefträgergeschichten von gestern
- 1981: Goldene Zeiten – Bittere Zeiten (Fernsehserie, 3 Folgen)
- 1981: Beim Bund (Fernsehserie, Folge 1: Zett Zwo)
- 1981: Der Gerichtsvollzieher (Fernsehserie, 1 Folge)
- 1981: ... und die Tuba bläst der Huber (Fernsehserie, 1 Folge)
- 1982: Wie würden Sie entscheiden? (Fernsehserie, Folge: Das Foul)
- 1983: Unsere schönsten Jahre (Fernsehserie, 1 Folge)
- 1983: Waldheimat (Fernsehserie, Folge: Der versteigerte Schneider)
- 1984: Die Wiesingers (Fernsehserie)
- 1984: Der Komödienstadel: Doppelte Moral
- 1985: Die Schwarzwaldklinik (Fernsehserie, Folge: Hilfe für einen Mörder)
- 1985–2018: Chiemgauer Volkstheater (95 Stücke)
- 1986: Schafkopfrennen (Fernsehserie, 5 Folgen)
- 1986: Der Komödienstadel: Glück mit Monika
- 1987: Hans im Glück
- 1987: Ein Heim für Tiere (Fernsehserie, Folge: Das Geheimnis des Waldes)
- 1989: Die schnelle Gerdi (Fernsehserie, 3 Folgen)
- 1990–1998: Weißblaue Geschichten (Fernsehserie)
- 1991: Insel der Träume (Fernsehserie, Folge: Zwei Zentner Zärtlichkeit)
- 1991–2007: Forsthaus Falkenau (Fernsehserie, 5 Folgen)
- 1993: Der Komödienstadel: Der siebte Bua
- 1993–1996: Immer wieder Sonntag (Fernsehserie, 6 Folgen)
- 1994–1997: Wildbach (Fernsehserie, 11 Folgen)
- 1994: Lutz & Hardy (Fernsehserie, Folge: Hardy, der Held)
- 1994: Ein Bayer auf Rügen (Fernsehserie, Folge: Der Kommandant)
- 1995: Der Komödienstadel: Der Wadlbeisser von Traxlbach
- 1996: Dr. Stefan Frank – Der Arzt, dem die Frauen vertrauen (Fernsehserie, Folge: Ein fataler Irrtum)
- 1996: Der Bergdoktor (Fernsehserie, Folge: Weißer Sonntag)
- 1996–1997: Der Bulle von Tölz (Fernsehserie, als Bürgermeister und Bauunternehmer Franz Wegener)
  - Folge 2: Tod im Internat
  - Folge 9: Der Bulle von Tölz: Tod in der Brauerei
  - Folge 10: Der Bulle von Tölz: Waidmanns-Zank
  - Folge 11: Leiche dringend gesucht
- 1996–2002: Café Meineid (Fernsehserie, 2 Folgen)
- 2006: Utta Danella (Fernsehserie, Folge: Der Himmel in deine Augen)
- 2006–2014: Die Rosenheim-Cops (Fernsehserie, 3 Folgen)
- 2011: Um Himmels Willen (Fernsehserie, 2 Folgen)
- 2014: München 7 (Fernsehserie, Folge: Unter der Hand)